# Јан Херних
Јан Херних (чеш. Jan Hernych; рођен 7. јула 1979. у Прагу) је бивши чешки тенисер који је свој најбољи пласман у синглу достигао 27. априла 2009. када је заузимао 59. место на АТП листи. 

## Каријера
У једином финалу у појединачној конкуренцији изгубио је од Хрвата Марија Анчића, на турниру у Хертогенбосу 2006.
У мају 2009. тријумфовао је на турниру у Минхену заједно са сународником Ивом Минаром. У финалу су савладали аустралијску комбинацију Фишер/Кер.
Најзначајнији успех на гренд слем турнирима остварио је на ОП Аустралије 2011. када је као квалификант и 241. тенисер света стигао до трећег кола где је поражен од Швеђанина Робина Седерлинга.
Остаће упамћен и као противник Ендија Марија у његовом првом професионалном мечу на турниру у Барселони 2005. Меч против тада 397. играча на АТП листи добио је у три сета.

## АТП финала

### Појединачно: 1 (0–1)
| Легенда                        |
| ------------------------------ |
| Гренд слем турнири (0–0)       |
| Завршно првенство сезоне (0–0) |
| АТП мастерс 1000 (0–0)         |
| АТП 500 (0–0)                  |
| АТП 250 (0–1)                  |

| Финала по подлози |
| ----------------- |
| Тврда (0–0)       |
| Шљака (0–0)       |
| Трава (0–1)       |

| Финала по локацији |
| ------------------ |
| Отворено (0–1)     |
| Дворана (0–0)      |

| Исход     | Бр. | Датум         | Турнир                 | Подлога | Противник   | Резултат      |
| --------- | --- | ------------- | ---------------------- | ------- | ----------- | ------------- |
| Финалиста | 1.  | 24. јун 2006. | Хертогенбос, Холандија | Трава   | Марио Анчић | 0–6, 7–5, 5–7 |

### Парови: 1 (1–0)
| Легенда                        |
| ------------------------------ |
| Гренд слем турнири (0–0)       |
| Завршно првенство сезоне (0–0) |
| АТП мастерс 1000 (0–0)         |
| АТП 500 (0–0)                  |
| АТП 250 (1–0)                  |

| Финала по подлози |
| ----------------- |
| Тврда (0–0)       |
| Шљака (1–0)       |
| Трава (0–0)       |

| Финала по локацији |
| ------------------ |
| Отворено (1–0)     |
| Дворана (0–0)      |

| Исход    | Бр. | Датум         | Турнир          | Подлога | Партнер   | Противници            | Резултат |
| -------- | --- | ------------- | --------------- | ------- | --------- | --------------------- | -------- |
| Победник | 1.  | 10. мај 2009. | Минхен, Немачка | Шљака   | Иво Минар | Ешли Фишер Џордан Кер | 6–4, 6–4 |